# سي إتش تو إم هل

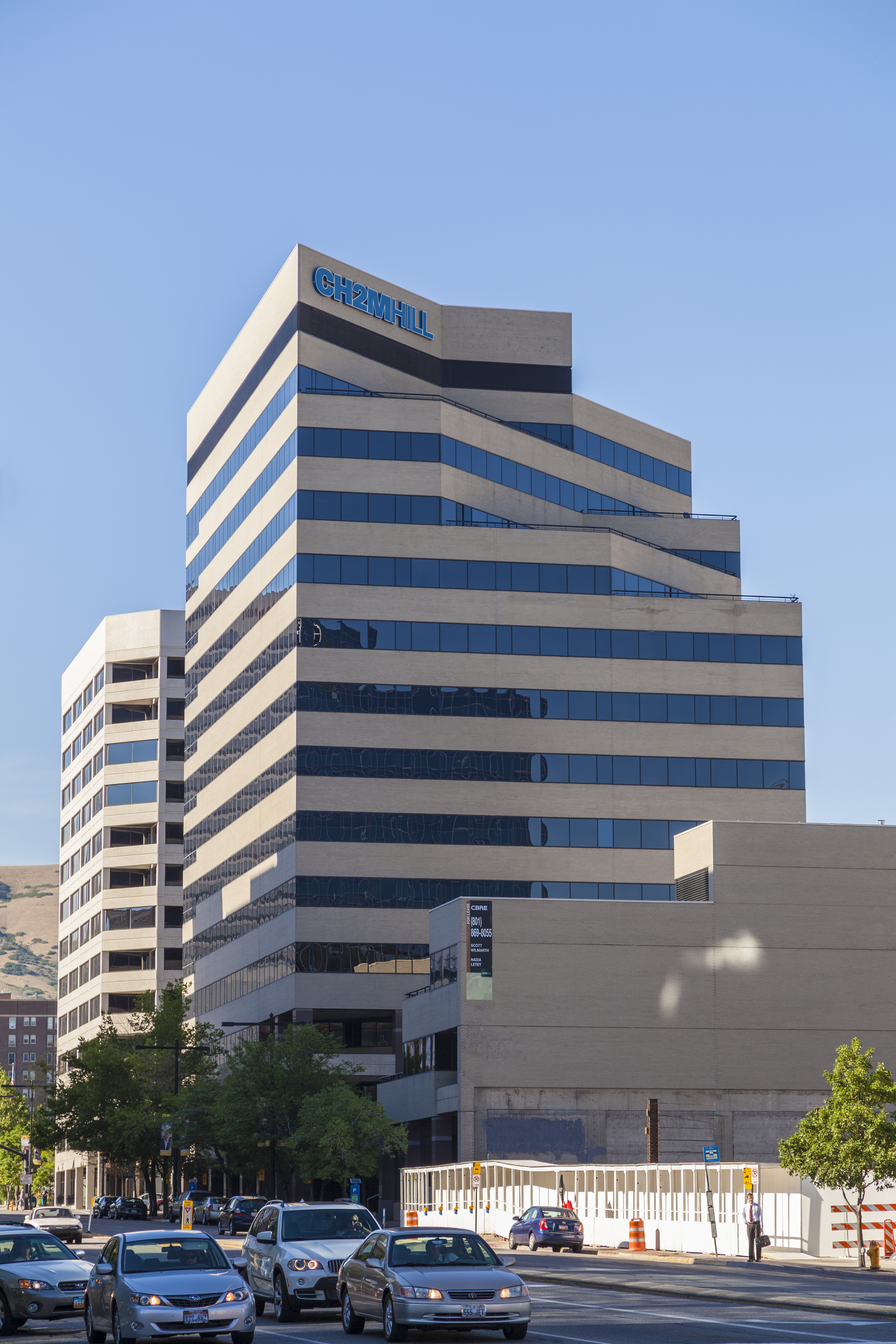
CH2M Hill offices at the Parkside Tower in Salt Lake City, Utah (2013)

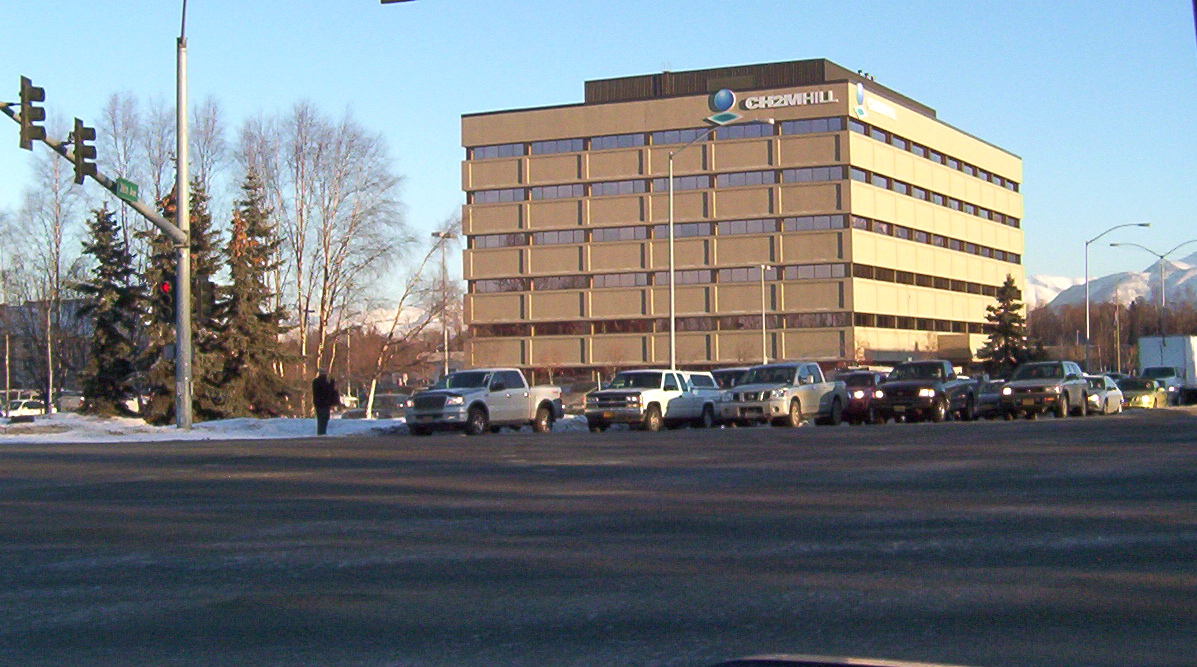
The former VECO building, now CH2M Hill's Alaska headquarters (2011)

سي أتش تو إم هل (CH2M Hill Companies, Ltd.) والمعروفة أيضًا باسم سي أتش تو إم (CH2M)، كانت شركة هندسية تقدم خدمات الاستشارات والتصميم والبناء والعمليات للشركات والحكومات. تم تنظيم الشركة في ولاية ديلاوير ، ويقع مقرها الرئيسي في 9191 شارع جنوب جامايكا ، إنجليوود ، كولورادو، الولايات المتحدة الأمريكية.  في ديسمبر 2017 ، استحوذت مجموعة جاكوبس الهندسية على الشركة.
لعبت الشركة دورًا رئيسيًا في مشروع توسيع قناة بنما.  قامت الشركة بتطوير وصيانة ونشر طريقتها الخاصة لإدارة المشاريع للعملاء، والتي تسمى (نظام مشروع تسليم سي أتش تو إم هل). تم تسمية الشركة من الأحرف الأولى لمؤسسيها الأربعة.